# Campeonato Europeo Sub-17 de la UEFA 2008
El Campeonato Europeo Sub-17 de la UEFA de 2008 fue celebrado en Turquía, fue la 7.ª edición.

## Equipos Clasificados
| Selección    | Calificado como |
| ------------ | --------------- |
| Turquía      | Anfitrión       |
| Irlanda      | Ganador Grupo 1 |
| Suiza        | Ganador Grupo 2 |
| Francia      | Ganador Grupo 3 |
| Serbia       | Ganador Grupo 4 |
| Escocia      | Ganador Grupo 5 |
| España       | Ganador Grupo 6 |
| Países Bajos | Ganador Grupo 7 |

## Fase de grupos

### Grupo A
| Equipo       | J | G | E | P | GF | GC | DG | Pts |
| ------------ | - | - | - | - | -- | -- | -- | --- |
| Turquía      | 3 | 2 | 1 | 0 | 4  | 0  | +4 | 7   |
| Países Bajos | 3 | 2 | 0 | 1 | 3  | 3  | 0  | 6   |
| Serbia       | 3 | 1 | 1 | 1 | 2  | 1  | +1 | 4   |
| Escocia      | 3 | 0 | 0 | 3 | 0  | 5  | −5 | 0   |

| 2008-05-04 | Escocia | 0 – 2   | Serbia            | World Wonder Football Centre, Antalya,   |                                          |
|            |         | Reporte | Aleksic 40+1' 42' | Árbitro(s): Anders Hermansen (Dinamarca) | Árbitro(s): Anders Hermansen (Dinamarca) |

| 2008-05-04 | Turquía                              | 3 – 0   | Países Bajos | Mardan Sports Complex, Antalya,             |                                             |
|            | Karatas 11' Albayrak 71' Demir 80+1' | Reporte |              | Árbitro(s): Libor Kovarik (República Checa) | Árbitro(s): Libor Kovarik (República Checa) |

| 2008-05-07 | Turquía   | 1 – 0   | Escocia | Mardan Sports Complex, Antalya,       |                                       |
|            | Yollu 13' | Reporte |         | Árbitro(s): Tero Nieminen (Finlandia) | Árbitro(s): Tero Nieminen (Finlandia) |

| 2008-05-07 | Países Bajos   | 1 – 0   | Serbia | World Wonder Football Centre, Antalya, |                                        |
|            | Castillion 33' | Reporte |        | Árbitro(s): Hubert Siejewicz (Polonia) | Árbitro(s): Hubert Siejewicz (Polonia) |

| 2008-05-10 | Serbia | 0 – 0   | Turquía | World Wonder Football Centre, Antalya,   |                                          |
|            |        | Reporte |         | Árbitro(s): Gediminas Mazeika (Lituania) | Árbitro(s): Gediminas Mazeika (Lituania) |

| 2008-05-10 | Países Bajos                 | 2 – 0   | Escocia | Mardan Sports Complex, Antalya,      |                                      |
|            | Castillion 34' Van Rhijn 46' | Reporte |         | Árbitro(s): Angel Angelov (Bulgaria) | Árbitro(s): Angel Angelov (Bulgaria) |

### Grupo B
| Equipo  | J | G | E | P | GF | GC | DG | Pts |
| ------- | - | - | - | - | -- | -- | -- | --- |
| España  | 3 | 2 | 1 | 0 | 8  | 4  | +4 | 7   |
| Francia | 3 | 2 | 1 | 0 | 7  | 4  | +3 | 7   |
| Suiza   | 3 | 1 | 0 | 2 | 1  | 4  | −3 | 3   |
| Irlanda | 3 | 0 | 0 | 3 | 2  | 6  | −4 | 0   |

| 2008-05-04 | Francia                   | 2 – 1   | Irlanda    | Mardan Sports Complex, Antalya,          |                                          |
|            | Tafer 65' Lacazette 80+3' | Reporte | Murphy 32' | Árbitro(s): Gediminas Mazeika (Lituania) | Árbitro(s): Gediminas Mazeika (Lituania) |

| 2008-05-04 | España               | 2 – 0   | Suiza | World Wonder Football Centre, Antalya, |                                        |
|            | Sergi García 52' 61' | Reporte |       | Árbitro(s): Hubert Siejewicz (Polonia) | Árbitro(s): Hubert Siejewicz (Polonia) |

| 2008-05-07 | Irlanda | 0 – 1   | Suiza       | World Wonder Football Centre, Antalya, |                           |
|            |         | Reporte | Gunning 49' | Árbitro(s): Libor Kovarik              | Árbitro(s): Libor Kovarik |

| 2008-05-07 | Francia                        | 3 – 3   | España                                         | Mardan Sports Complex, Antalya, |                           |
|            | Tafer 11' Grenier 43' Remy 48' | Reporte | Alcántara 31' 67' [[Jorge Pulido\|Pulido]] 45' | Árbitro(s): Angel Angelov       | Árbitro(s): Angel Angelov |

| 2008-05-10 | Suiza | 0 – 2   | Francia       | World Wonder Football Centre, Antalya,   |                                          |
|            |       | Reporte | Tafer 33' 51' | Árbitro(s): Anders Hermansen (Dinamarca) | Árbitro(s): Anders Hermansen (Dinamarca) |

| 2008-05-10 | Irlanda       | 1 – 3   | España                   | Mardan Sports Complex, Antalya,       |                                       |
|            | Hourihane 15' | Reporte | Rochina 47' 56' Keko 73' | Árbitro(s): Tero Nieminen (Finlandia) | Árbitro(s): Tero Nieminen (Finlandia) |

## Fase final
Esta Fase se desarrolló en la ciudad de Antalya, Turquía en mayo de 2008.

|  | Semifinales          | Semifinales          |        |         | Final                | Final                |  |
|  | 13 de mayo – Antalya | 13 de mayo – Antalya |        |         | 16 de mayo – Antalya | 16 de mayo – Antalya |  |
|  |                      |                      |        |         |                      |                      |  |
|  |                      |                      |        |         |                      |                      |  |
|  | Turquía              | 1 (3)                |        |         |                      |                      |  |
|  | Turquía              | 1 (3)                |        |         |                      |                      |  |
|  | Francia              | 1 (4)                |        |         |                      |                      |  |
|  | Francia              | 1 (4)                |        | Francia | 0                    |                      |  |
|  |                      |                      |        | Francia | 0                    |                      |  |
|  |                      |                      | España | 4       |                      |                      |  |
|  | España (t. s.)       | 2                    | España | 4       |                      |                      |  |
|  | España (t. s.)       | 2                    |        |         |                      |                      |  |
|  | Países Bajos         | 1                    |        |         |                      |                      |  |
|  | Países Bajos         | 1                    |        |         |                      |                      |  |
|  |                      |                      |        |         |                      |                      |  |

### Semifinales
| 13 de mayo de 2008 | Turquía    | 1 – 1 (t. s.) | Francia           | Mardan Sports Complex,        |                               |
|                    | Kayali 31' | [http://es.archive.uefa.com/competitions/under17/history/season=2008/round=15031/match=302550/index.html (enlace roto disponible en Internet Archive; véase el historial, la primera versión y la última). Reporte] | Kolodziejczak 69' | Árbitro(s): Gediminas Mažeika | Árbitro(s): Gediminas Mažeika |

| 13 de mayo de 2008 | España                        | 1 – 1 (t. s.)(1 - 0 t. s.) | Países Bajos | Antalya Atatürk Stadium, Antalya, |                              |
|                    | Pulido 46' Ángel Martínez 92' | [http://es.archive.uefa.com/competitions/under17/fixturesresults/round=15031/match=302549/report=rp.html (enlace roto disponible en Internet Archive; véase el historial, la primera versión y la última). Reporte] | Sneijder 34' | Árbitro(s): Anders Hermansen      | Árbitro(s): Anders Hermansen |

### Final
| 16 de mayo de 2008 | Francia | 0 – 4 | España                                        | Mardan Sports Complex, Antalya,                        |                                                        |
|                    |         | [http://es.archive.uefa.com/competitions/under17/history/season=2008/round=15032/match=302551/index.html (enlace roto disponible en Internet Archive; véase el historial, la primera versión y la última). Reporte] | Keko 31' Sergi García 46' Thiago 63' Manu 69' | Asistencia: 600 espectadores Árbitro(s): Libor Kovarík | Asistencia: 600 espectadores Árbitro(s): Libor Kovarík |

## Goleadores
4 goles
- Yannis Tafer

3 goles
- Thiago Alcántara
- Sergi García

2 goles
- Geoffrey Castillion
- Danijel Aleksic
- Rubén Rochina

1 gol
- Clément Grenier
- Timothée Kolodziejczak
- Alexandre Lacazette
- William Rémy
- Ricardo van Rhijn
- Conor Hourihane
- Paul Murphy
- Keko
- Jorge Pulido

| Predecesor: Bélgica 2007 | Campeonato Europeo sub-17 de la UEFA 2008 | Sucesor: Alemania 2009 |

- Datos: Q1059924